# ضهياء
الضَّهْيَاء أو الضَّهَْيا أو الضَّهْيَأ (الاسم العلمي acacia asak)، هي شجرة من فصيلة البقولية،
ترتفع الضهياء نحو 5-8 م على جذع أصفر مخضر ناعم الملمس، أو بني مغبر خشن في الشجرة المعمرة،
ثم تتفرع بكثافة إلى أغصان صفراء ناعمة، يغلب عليها الاستقامة، أشواكها ثلاثية وربما زوجية، منحنية في
الغالب إلى الأسفل، والأوراق صغيرة ريشية مركبة، تزهر في الخريف والربيع، والأزهار على هيئة سنابل،
لونها أبيض إلى صفرة يسيرة، لها رائحة طيبة، وربما أزهرت عند الارتواء في أي فصل من السنة،
وقد ترى الشجرة مزهرة ومثمرة في آن واحد.
وتنتشر الضهياء في شبه الجزيرة العربية، ومنطقة السراة في جنوب المملكة العربية السعودية في السفوح الجبلية.